# Kasumi Ishikawa
Kasumi Ishikawa (石川 佳純?, Ishikawa Kasumi; Yamaguchi, 23 febbraio 1993) è una tennistavolista giapponese.

## Palmarès
- Olimpiadi

Londra 2012: argento a squadre.
Rio de Janeiro 2016: bronzo a squadre.
Tokyo 2020: argento a squadre.
- Mondiali

Canton 2008: bronzo a squadre.
Mosca 2010: bronzo a squadre.
Tokyo 2014: argento a squadre.
Suzhou 2015: argento nel doppio misto.
Kuala Lumpur 2016: argento a squadre.
- Giochi asiatici

Canton 2010: bronzo nel doppio e nel doppio misto.
Incheon 2014: argento a squadre.